# Peristedion nierstraszi
Peristedion nierstraszi és una espècie de peix pertanyent a la família dels peristèdids.

## Descripció
- Fa 22 cm de llargària màxima.[5][6]

## Hàbitat
És un peix marí i batidemersal que viu entre 521 i 538 m de fondària.

## Distribució geogràfica
Es troba al Pacífic occidental: el sud del Japó i les illes Filipines.

## Observacions
És inofensiu per als humans.